# Isoimon riabovi
Isoimon riabovi är en insektsart som först beskrevs av Boris Petrovich Uvarov 1927.  Isoimon riabovi ingår i släktet Isoimon och familjen vårtbitare. Inga underarter finns listade i Catalogue of Life.